# Gabriela Asturias Ruiz
Gabriela Asturias Ruiz (Ciudad de Guatemala, 13 de julio de 1995) es una doctora y neurocientífica dedicada a la divulgación de la ciencia. Sus aportes científicos se enfocan en reducir las tasas de desnutrición crónica en Guatemala y desde el año 2020 Asturias ha liderado un grupo de médicos, antropólogos e ingenieros en la creación de la asistente de Logística Médica Automatizada conocida como ALMA con el propósito de apoyar las consultas de la población del COVID-19 y coordinar la respuesta del sistema de salud. En 2020 fue reconocida por la revista MIT Technology Review como una de las 35 jóvenes innovadores menores de 35 años en Latinoamérica.

## Biografía
Se graduó del colegio Village School en Guatemala. Comenzó su carrera científica a los catorce años de edad, cuando obtuvo una pasantía para trabajar con la doctora Pamela Pennington en el área de la enfermedad de Chagas, en la Universidad del Valle de Guatemala.

### Carrera científica
Se graduó de la carrera de Medicina de la Universidad de Standford y es Licenciada en Ciencias con especialidad en Neurociencia del Colegio de Artes y Ciencias Trinity, Universidad de Duke. En 2013 obtuvo el puesto de asistente de investigación en el Laboratorio de Percepción, Rendimiento, y Psicofisiología, del Departamento de Psiquiatría y Ciencias Conductuales en la Escuela de Medicina de esa misma universidad. El siguiente año obtuvo el puesto de asistente de investigación en el Laboratorio de Estimulación Cerebral, del mismo departamento. Para luego trabajar dos años como asistente de investigación en el Grupo de Neurobiología de los Institutos Nacionales de Salud Ambiental en Durham, NC.
En 2015 comenzó a trabajabar con Enrique Azmitia y David Boyd del Instituto de Salud Global en una investigación sobre desnutrición crónica en Guatemala. Asturias y Boyd crearon la Fundación Desarrolla Guatemala para la Educación y Salud (FUNDEGUA). Fue a través de esta fundación en donde Asturias se convirtió en divulgadora científica y mentora de quince mujeres profesionales para que aprendieran a investigar y a trabajar en programas para el desarrollo económico del país.

### Divulgación científica
En 2016 realizó sus prácticas como asistente de investigación en los Institutos Nacionales de Salud e Institutos Nacionales de Salud Mental, Bethesda, y el siguiente año obtuvo la plaza de analista por el Programa PEER en Washington D. C.. Durante ese año creó el programa Enciéndete con la Dra. Nimmi Ramanujam con el objetivo de empoderar mujeres en el área de STEM, logrando llegar a 1,602 estudiantes guatemaltecas. 
En el año 2020 coordinó la creación y lanzamiento del Programa de TV Infantil Enciéndete, en alianza con Sésamo, Jayro Bustamante, La Casa de la Producción, Gaby Moreno, Yahaira Tubac y la Fundación Guatemorfosis. Este programa es una producción guatemalteca en el que se quiere integrar a niños de todo el país y de diferentes etnias. El objetivo es abrir un espacio conducido por niños y para niños que permita resolver dudas relacionadas con COVID-19.  
Dentro de FUNDEGUA también lidera el proyecto Conéctate Guate, en colaboración con SESAN, Wuqu’Kawoq, la Universidad de Duke y la Academia de Nutrición y Dietética. Este proyecto busca crear un mapa de datos abiertos sobre todas las organizaciones en Guatemala trabajando para reducir las tasas de desnutrición crónica. Esta iniciativa se sigue impulsando cada año con SESAN. El enfoque de género en ALMA se utiliza para empoderar a las mujeres para mejorar el acceso a servicios de salud.

## Afiliaciones
- 2021, Miembro afiliada, Organización de Mujeres en la Ciencia para el Mundo en Desarrollo OWSD en Guatemala.[13]
- 2019-20, Miembro, Sector Académico y de Investigación del Movimiento Scaling Up Nutrition en Guatemala.[14]
- 2017, Socio Internacional, Centro para Tecnologías para la Salud Global de la Mujer, Escuela de Ingeniería Pratt, Universidad de Duke, Durham, NC.
- 2016, Directora de Operaciones y de Investigación, MiResource, Inc., Woodside, CA.
- 2015, Presidenta y Co-Fundadora, Fundación Desarrolla Guatemala para la Educación y la Salud (FUNDEGUA), Guatemala City, Guatemala.

## Honores
- 2023 - Galardonada del premio Velji Líder Estudiantil en Salud Global por el Consorcio de Universidades para Salud Global por su trabajo a través de FUNDEGUA en Guatemala
- 2023 - Galardonada por el programa "Viva la Mañana" de Guatevisión por su premio “Coraje, Logro y Mérito”
- 2023 - Galardonada en Guatemaltecos Ilustres en la edición 2023, con el honor de inaugurar las Olimpiadas Nacionales de Ciencia
- 2022 - Galardonada por la revista Forbes como una de las 30 menores de 30 en salud en Estados Unidos por su trabajo en MiResource
- 2022 - Galardonada por el Comité de Propiedad Intelectual de la Cámara de Comercio Guatemalteco-Americana (AmCham Guatemala) con el premio “Eduardo Illescas” en la categoría de Salud por su trabajo en FUNDEGUA
- 2022 - Seleccionada por el Ministerio para Europa y de Asuntos Exteriores de Francia entre los 63 líderes mundiales para el Programa Personalidades del Futuro (PIPA) en 2023
- 2022 - Galardonada por la Secretaría Nacional de Ciencia y Tecnología (SENACYT) como una de las 30 Heroínas de la Ciencia en Guatemala
- 2022 - Reconocida por la revista Forbes entre las 100 Mujeres más Poderosas de Centroamérica
- 2021 -  Galardonada con el Premio Nacional de Innovación 2021 en la categoría de educación por el programa Enciéndete departe de la Secretaría Nacional de Ciencia y Tecnología (SENACYT)
- 2021 - Galardonada con el Premio Nacional de Innovación 2021 en la categoría de salud por el Sistema ALMA departe de la Secretaría Nacional de Ciencia y Tecnología (SENACYT)
- 2021- Galardonada con el premio “Mujer Ejemplar” por la Asociación de Mujeres Juezas de Guatemala
- 2021 - Reconocida como Mujer Desafiante en Centroamérica en la 5.ª Edición de la revista Estrategia y Negocios
- 2020 - Selecta como visionaria dentro de los 35 innovadores menores de 35 en Latinoamérica por MIT Technology Review | MIT Technology Review | Estrategia y Negocios[15] | Prensa Libre[16] | El Periódico[6]
- 2020 - Ganadora de ~$500K de los Centros para el Control y la Prevención de Enfermedades (CDC) para escalar el Sistema ALMA en Guatemala a través de 2 años | FUNDEGUA
- 2020 - Ganadora del financiamiento dentro del mecanismo STTR para Fase 1 y 2 de los Institutos Nacionales de la Salud Mental por $1.2M a través de 2.5 años enfocado en incrementar el acceso a servicios de salud mental para estudiantes universitarios en Estados Unidos | MiResource
- 2020 - Ganadora de la beca para Soluciones Innovadoras de COVID-19 departe del Banco Interamericano de Desarrollo para el Sistema ALMA por $100K a través de 1 año | FUNDEGUA
- 2020 - Ganadora del Reto de Innovación Abierta sobre COVID-19 otorgado por la Secretaría Nacional de Ciencia y Tecnología (SENACYT) y Vicepresidencia de Guatemala por el Sistema ALMA | FUNDEGUA
- 2019 - Ganadora de la beca de la Universidad de Stanford Medical Scholars para liderar un estudio sobre servicios de salud mental en Guatemala por 1.5 años
- 2016 - Selecta para presentar en el Laboratorio de Impacto Social en la 14.ª Conferencia Anual sobre Salud Global e Innovación por Unite for Sight en la Universidad de Yale
- 2016 - Selecta como una delegada en el 2016 para el Foro EE. UU.-México sobre Cooperación, Entendimiento, y Solidaridad en las universidades de Stanford e ITAM, ganadora en la final en Stanford 2016		Mención honorífica en el concurso de Historias no Contadas por Global Health NOW y el consorcio de universidades para salud global.

## Subvenciones y recaudación de fondos
- 2021 - Beneficiario de una subvención de $1.45 millones para el sistema ALMA por parte del Banco Interamericano de Desarrollo. Duración del proyecto: 3 años | FUNDEGUA
- 2021 - Cerró una ronda inicial de financiamiento de $3 millones para la startup de salud mental que cofundó | MiResource
- 2020 - Receptora de $455K de los Centros para el Control y la Prevención de Enfermedades para  ALMA en Guatemala durante 1 año | FUNDEGUA
- 2020 - Receptora de STTR Phase 1&2 Fast Track Grant del Instituto Nacional de Salud Mental por valor de 1,2 millones de dólares en 2,5 años | MiResource
- 2020 - Receptora de $100K COVID-19 Innovative Solutions Grant del Banco Interamericano de Desarrollo para ALMA durante 1 año | FUNDEGUA
- 2019 - Beneficiaria de una beca de Stanford University Medical Scholars para llevar a cabo un estudio sobre los servicios de salud mental en Guatemala durante 1,5 años.

## Experiencia en investigación
Junio-agosto de 2016 
Asistente de investigación, NIH Summer Internship Program IP: Dra. Sarah Lisanby, M.D., Instituto Nacional de Salud Mental. 
- Colaboró con ingenieros de laboratorio para automatizar los procedimientos de experimentos con estimulación magnética transcraneal (EMT) y registros de EEG simultáneos.
- Análisis de datos de imágenes de tensor de difusión (DTI) e imágenes de resonancia magnética funcional (fMRI) con Python para crear un conectoma de pacientes deprimidos antes y después del tratamiento de estimulación magnética transcraneal repetida (rTMS).

Mayo de 2015-mayo de 2016
Asistente de investigación, In Vivo Neurobiology Group PI: Dr. Guohong Cui, M.D., Ph.D., Instituto Nacional de Ciencias de la Salud Medioambiental
- Diseñó un microscopio fluorescente de dos fotones en miniatura para rastrear la actividad neuronal de ratones In Vivo que aún se utiliza.

Enero de 2014-diciembre de 2016
Asistente de investigación, Brain Stimulation Laboratory PI: Dr. Sarah Lisanby, M.D., Departamento de Psiquiatría y Ciencias del Comportamiento, Facultad de Medicina de la Universidad de Duke
- Certificación en Estimulación Magnética Transcraneal (EMT): aprobando el examen de motor umbral, formación en gestión de convulsiones, BLS
- Supervisión de la gestión de big data para ensayos clínicos internacionales de múltiples sitios de estimulación transcraneal de corriente directa y terapia electroconvulsiva para facilitar el análisis preciso de datos de diferentes estudios.

Agosto de 2013-junio de 2014
Asistente de investigación, Perception, Performance, and Psychophysiology Laboratory PI: Dr. Gregory Appelbaum, Ph.D., Departamento de Psiquiatría y Ciencias del Comportamiento, Facultad de Medicina de la Universidad de Duke.
- Recopilación y análisis de EEG de estudios de parpadeo atencional y tareas de martillo para comprender los mecanismos neurales que subyacen a la cognición visual humana.

Agosto-diciembre de 2014
Asistente de investigación, Global Mental Health. PI: Dr. Brandon Kohrt, M.D., Ph.D., Duke Global Health Institute, Duke University
- Realizó una investigación sobre estrategias de formación para el cambio de tareas en salud mental global y resumió los resultados para una revisión sistemática.

## Publicaciones
1. Alvarado, J.R., Lainfiesta, X., Paniagua-Avila, A. y Asturias, G. Desarrollo de un Sistema de Tecnología Digital para abordar las necesidades de salud por COVID-19 en Guatemala: Un caso de estudio de diáspora científica. Front. Res. Metr. Anal. 2022. DOI: 10.3389/frma.2022.899611.
2. Asturias, G., Cordon, A., Pineda, E. y otros. Realización de mapeo de intervenciones nutricionales en Guatemala para Identificar oportunidades de mejora en cobertura y coordinación, 22 de marzo de 2022, PREPRINT (Versión 2) disponible en Research Square. https://doi.org/10.21203/rs.3.rs-957590/v2.
3. Tschida, S., Cordon, A. Asturias, G., y otros. Proyección del Impacto de las políticas de nutrición para mejorar la desnutrición infantil: Un caso de estudio en Guatemala utilizando la herramienta Lives Saved. Global Health: Science and Practice Oct 2021, DOI: 10.9745/GHSP-D-20-00585.
4. Dotson, M.E., Alvarez V., Tackett, M., Asturias, G., y otros. Aprendizaje STEM basado en Design Thinking: Resultados preliminares sobre el logro de escala y sostenibilidad a través del modelo IGNITE. Frontiers in Education. 2020. https://doi.org/10.3389/feduc.2020.00014.
5. Mueller, J., Dotson, M.E., Dietzel, J., Peters, J., Asturias, G., y otros. Uso del diseño centrado en el ser humano para conectar conceptos de ingeniería con los Objetivos de Desarrollo Sostenible. Advances in Engineering Education. 2019.
6. Cordon, A., Asturias, G., De Vries, T., y otros. Avances en la ciencia de la nutrición infantil en la era de la escala nutricional: una revisión sistemática de alcance de la investigación sobre el retraso en el crecimiento en Guatemala. BMJ Paediatrics Open. 2019;3:e000571. doi: 10.1136/bmjpo-2019-000571.
7. Colaboración en redacción: Inter-Agency Standing Committee (IASC) sobre salud Mental y apoyo psicosocial en situaciones de emergencia (2015). Terremotos en Nepal 2015: Revisión de Información existente con Relevancia para la Salud Mental y el apoyo Psicosocial; Katmandú, Nepal.

## Resúmenes
- Deng, Z.-D., Davis, S. W., Asturias, G., Glidewell, M., Liston, C., y Dubin, M.J. Efecto de la estimulación magnética transcraneal repetitiva en el conectoma estructural en pacientes con depresión mayor. Clinical Neurophysiology. Volumen 128, Número 3, 2017. https://doi.org/10.1016/j.clinph.2016.10.382
- Paniagua-Ávila, A., Chávez Manth, C., Puac-Polanco, V., López, A., Barrera, A., Ramírez, D., Asturias, G., Burrone, M.S., Alvarado, R., Figueroa, C. (2018). Brindando servicios de salud mental culturalmente apropiados a las comunidades mayas en Guatemala.

## Presentaciones
2023 - Asturias, G., Paniagua-Ávila, A., Khan, C. Evaluación de la capacidad del sistema de salud pública de Guatemala para proporcionar servicios de salud mental comunitarios en un entorno de atención primaria. Stanford Global Health Research Convening, Stanford, CA, Estados Unidos. 2023.
2019 - Asturias, G., Paniagua-Ávila, A., Khan, C. Evaluación de la capacidad actual del sistema de salud de Guatemala para proporcionar servicios de salud mental en dos municipios rurales. Stanford Global Health Research Convening, Stanford, CA, Estados Unidos. 2019.
2017 - Deng, Z.D., Davis, S.W., Asturias, G., Glidewell, M., Liston, C., Dubin, M.J. Efecto de la Estimulación Magnética Transcraneal Repetitiva en el conectoma estructural en pacientes con depresión mayor. Presentado en la Conferencia Internacional de Estimulación Cerebral 2017, Barcelona, España.
2016 - Deng, Z.D., Davis, S.W., Asturias, G., Glidewell, M., Liston, C., Dubin, M.J. Efecto de la Estimulación Magnética Transcraneal Repetitiva en el conectoma estructural en pacientes con depresión mayor. Presentado en la Conferencia de Estimulación Cerebral Transcraneal 2016, Göttingen, Alemania.
2016 - Deng, Z.D., Davis, S.W., Asturias, G., Glidewell, M., Liston, C., Dubin, M.J. Efecto de la Estimulación Magnética Transcraneal Repetitiva en el conectoma estructural en pacientes con depresión mayor. Presentado en la Reunión Anual de la Red Nacional de Centros de Depresión 2016, Denver, CO.

## Otros
- 2020-21 Consultor Médico, Proyecto Mejorado de Telemedicina en Guatemala, Apex Global Mobility, Guatemala
- 2019-20 Directora Yo Creo Poder, Fundación Guatemorfosis, Ciudad de Guatemala
- 2017 Analista de Datos, Programa PEER, Laboratorio de Desarrollo Global de Estados Unidos, USAID, Washington D. C.